# Campionati mondiali di tiro 1998
I campionati mondiali di tiro 1998 furono la quarantasettesima edizione dei campionati mondiali di questo sport e si disputarono al Camp de Tir Olímpic de Mollet di Mollet del Vallès, vicino a Barcellona, ad eccezione delle gare dai 300 metri, disputate a Saragozza.

## Risultati

### Uomini

#### Carabina
| Evento                     | Oro                                                    | Oro       | Argento                                                 | Argento   | Bronzo                                                      | Bronzo    |
| Evento                     | Atleta                                                 | Risultato | Atleta                                                  | Risultato | Atleta                                                      | Risultato |
| 50m 3 posizioni            | Jozef Gönci                                            | 1271,6    | Pascal Bessy                                            | 1267,7    | Rajmond Debevec                                             | 1267,6    |
| 50m 3 posizioni a squadre  | Ucraina Artur Ajvazjan Jurij Suchorukov Oleh Mychajlov | 3478      | Francia Jean-Pierre Amat Pascal Bessy Roger Chassat     | 3475      | Russia Aleksandr Kudelin Artëm Chadžibekov Sergej Kovalenko | 3475      |
| 50m a terra                | Thomas Tamas                                           | 701,9     | Juha Hirvi                                              | 701,6     | Sergej Kovalenko                                            | 701,4     |
| 50m a terra a squadre      | Stati Uniti Thomas Tamas Glenn Dubis Lance Hopper      | 1781      | Slovacchia Peter Bubernik Miroslav Svorada Jozef Gönci  | 1780      | Italia Roberto Vitobello Marco De Nicolo Roberto Facheris   | 1775      |
| 300m 3 posizioni           | Jean-Pierre Amat                                       | 1162      | Pascal Bessy                                            | 1161      | Glenn Dubis                                                 | 1157      |
| 300m 3 posizioni a squadre | Stati Uniti Thomas Tamas Glenn Dubis Stephen Goff      | 3476      | Norvegia Arild Roeyseth Espen Berg-Knutsen Thore Larsen | 3474      | Francia Jean-Pierre Amat Pascal Bessy Roger Chassat         | 3468      |
| 300m a terra               | Bengt Andersson                                        | 598       | Tapio Säynevirta                                        | 597       | Glenn Dubis                                                 | 597       |
| 300m a terra a squadre     | Svezia Bengt Andersson Jonas Edman Michael Larsson     | 1772      | Norvegia Arild Roeyseth Espen Berg-Knutsen Thore Larsen | 1768      | Francia Jean-Pierre Amat Pascal Bessy Roger Chassat         | 1767      |

#### Carabina standard
| Evento         | Oro                                            | Oro       | Argento                                                 | Argento   | Bronzo                                                     | Bronzo    |
| Evento         | Atleta                                         | Risultato | Atleta                                                  | Risultato | Atleta                                                     | Risultato |
| 300m           | Espen Berg Knudsen                             | 578       | Rudolf Krenn                                            | 577       | Steve Goff                                                 | 576       |
| 300m a squadre | Stati Uniti Robert Foth Glenn Dubis Steve Goff | 1698      | Svizzera Olivier Cottagnoud Norbert Sturny Beat Stadler | 1689      | Finlandia Erikki Matilainen Tapio Säynevirta Jukka Salonen | 1682      |

#### Carabina ad aria
| Evento        | Oro                                                                 | Oro       | Argento                                                 | Argento   | Bronzo                                                 | Bronzo    |
| Evento        | Atleta                                                              | Risultato | Atleta                                                  | Risultato | Atleta                                                 | Risultato |
| 10m           | Artem Jadzhibekov                                                   | 696,5     | Jozef Gönci                                             | 695,9     | Chae Keun-Bae                                          | 695,1     |
| 10m a squadre | Russia Artem Jadzhibekov Eugeni Aleinikov Konstantin Prikhodtchenko | 1773      | Corea del Sud Chae Keun-Bae Lim Young-Sueb Ko Jung-Joon | 1770      | Slovacchia Peter Bubernik Miroslav Svorada Jozef Gönci | 1769      |

#### Pistola
| Evento        | Oro                                 | Oro       | Argento                                                   | Argento   | Bronzo                                                         | Bronzo    |
| Evento        | Atleta                              | Risultato | Atleta                                                    | Risultato | Atleta                                                         | Risultato |
| 50m           | Franck Dumoulin                     | 673,4     | Hans-Jürgen Bauer-Neumaier                                | 666,7     | Igor Basinski                                                  | 662,7     |
| 50m a squadre | Cina Tan Zongliang Wang Yifu Xu Dan | 1675      | Russia Michail Nestruev Boris Kokorev Vladimir Gontcharov | 1674      | Bielorussia Igor Basinski Siarhei Yurusau Kanstantsin Lukashyk | 1673      |

#### Pistola a fuoco rapido
| Evento        | Oro                                                | Oro       | Argento                                 | Argento   | Bronzo                                               | Bronzo    |
| Evento        | Atleta                                             | Risultato | Atleta                                  | Risultato | Atleta                                               | Risultato |
| 25m           | Ralf Schumann                                      | 696,9     | Daniel Leonhard                         | 692,4     | Iulian Raicea                                        | 691,4     |
| 25m a squadre | Germania Daniel Leonhard Ralf Schumann Lars Uehlin | 1763      | Cina Meng Gang Ji Haiping Zhang Penghui | 1750      | Giappone Syoichi Uenosono Tomohiro Kida Shuji Tazawa | 1746      |

#### Pistola a fuoco
| Evento        | Oro                                                     | Oro       | Argento                                                    | Argento   | Bronzo                                                         | Bronzo    |
| Evento        | Atleta                                                  | Risultato | Atleta                                                     | Risultato | Atleta                                                         | Risultato |
| 25m           | Park Byung-Taek                                         | 588       | Pal Hembre                                                 | 588       | Giovanni Bossi                                                 | 588       |
| 25m a squadre | Corea del Sud Lee Sang-Hak Kim Sung-Jun Park Byung-Taek | 1751      | Russia Michail Nestruev Sergej Alifirenko Sergej Pyž'janov | 1747      | Bielorussia Igor Basinski Siarhei Yurusau Kanstantsin Lukashyk | 1739      |

#### Pistola standard
| Evento        | Oro                                 | Oro       | Argento                                         | Argento   | Bronzo                                           | Bronzo    |
| Evento        | Atleta                              | Risultato | Atleta                                          | Risultato | Atleta                                           | Risultato |
| 25m           | Michail Nestruev                    | 580       | Pal Hembre                                      | 580       | Jin Yongde                                       | 574       |
| 25m a squadre | Cina Jin Yongde Gang Meng Wang Yifu | 1709      | Norvegia Pal Hembre Petter Bratli Johnny Nilsen | 1703      | Austria Giovanni Bossi Karl Pavlis Gerhard Boehm | 1700      |

#### Pistola ad aria
| Evento        | Oro                          | Oro       | Argento                                                   | Argento   | Bronzo                                                        | Bronzo    |
| Evento        | Atleta                       | Risultato | Atleta                                                    | Risultato | Atleta                                                        | Risultato |
| 10m           | Wang Yifu                    | 685,3     | Igor Basinski                                             | 684,4     | Konstantin Lukachik                                           | 684,4     |
| 10m a squadre | Cina Wang Yifu Xu Dan Wu Hui | 1743      | Russia Michail Nestruev Vladimir Gontcharov Boris Kokorev | 1742      | Bielorussia Igor Basinski Konstantin Lukachik Siarhei Yurusau | 1740      |

#### Bersaglio mobile
| Evento              | Oro                                                    | Oro       | Argento                                                  | Argento   | Bronzo                                               | Bronzo    |
| Evento              | Atleta                                                 | Risultato | Atleta                                                   | Risultato | Atleta                                               | Risultato |
| 10m                 | Niu Zhiyuan                                            | 678,8     | Adam Saathoff                                            | 677,9     | Igor Kolosev                                         | 676,4     |
| 10m a squadre       | Finlandia Pasi Wedman Krister Holmberg Vesa Saviahde   | 1720      | Germania Manfred Kurzer Michael Jakosits Jens Zimmermann | 1716      | Russia Igor Kolosev Dimitri Lykin Alexandr Ivanov    | 1712      |
| Misto 10m           | Niu Zhiyuan                                            | 390       | Miroslav Lízal                                           | 388       | Yuri Yurasov                                         | 386       |
| Misto 10m a squadre | Rep. Ceca Miroslav Lízal Miroslav Januš Luboš Račanský | 1154      | Cina Niu Zhiyuan Yang Ling Xiao Jun                      | 1143      | Finlandia Pasi Wedman Krister Holmberg Vesa Saviahde | 1141      |

#### Fossa olimpica
| Evento      | Oro                                                          | Oro       | Argento                                            | Argento   | Bronzo                                         | Bronzo    |
| Evento      | Atleta                                                       | Risultato | Atleta                                             | Risultato | Atleta                                         | Risultato |
| Individuale | Giovanni Pellielo                                            | 149       | Lance Bade                                         | 149       | Marco Venturini                                | 146       |
| A squadre   | Italia Giovanni Pellielo Marco Venturini Marcello Tittarelli | 363       | Stati Uniti Lance Bade David Grazioli James Grames | 358       | Portogallo Luis Pereira Joao Rebelo José Silva | 357       |

#### Doubletrap
| Evento      | Oro                                               | Oro       | Argento                                         | Argento   | Bronzo                           | Bronzo    |
| Evento      | Atleta                                            | Risultato | Atleta                                          | Risultato | Atleta                           | Risultato |
| Individuale | Michael Diamond                                   | 192       | Russell Mark                                    | 190       | Richard Faulds                   | 189       |
| A squadre   | Australia Adam Vella Michael Diamond Russell Mark | 425       | Italia Luca Marini Mirco Cenci Claudio Franzoni | 418       | Cina Hu Binyuan Li Bo Zhang Bing | 411       |

#### Skeet
| Evento      | Oro                                               | Oro       | Argento                                             | Argento   | Bronzo                                          | Bronzo    |
| Evento      | Atleta                                            | Risultato | Atleta                                              | Risultato | Atleta                                          | Risultato |
| Individuale | Abdulá al-Rashidi                                 | 148       | Nikolái Teopli                                      | 147       | Todd Graves                                     | 146       |
| A squadre   | Finlandia Timo Laitinen Janne Himanka Jani Eklund | 361       | Rep. Ceca Bronislav Bechynsky Jan Sychra Petr Malek | 359       | Russia Alexei Vetoch Nikolái Teopli Oleg Tishin | 359       |

### Donne

#### Carabina
| Evento                    | Oro                                                        | Oro       | Argento                                                   | Argento   | Bronzo                                           | Bronzo    |
| Evento                    | Atleta                                                     | Risultato | Atleta                                                    | Risultato | Atleta                                           | Risultato |
| 50m 3 posizioni           | Sonja Pfeilschifter                                        | 682,7     | Wang Xian                                                 | 679,3     | Nonka Matova                                     | 679,2     |
| 50m 3 posizioni a squadre | Cina Shan Hong Wang Xian Xu Yimin                          | 1754      | Stati Uniti Elizabeth Bourland Jayme Dickman Wanda Jewell | 1751      | Bulgaria Ani Ivanova Vesela Lečeva Nonka Matova  | 1736      |
| 50m a terra               | Marina Bobkova                                             | 597       | Wang Xian                                                 | 596       | Elizabeth Bourland                               | 595       |
| 50m a terra a squadre     | Russia Marina Bobkova Irina Gerasimenko Tat'jana Goldobina | 1771      | Cina Wang Xian Zhan Yinghui Shan Hong                     | 1771      | Ucraina Lessia Leskiv Olga Laryna Elena Davidova | 1769      |

#### Carabina ad aria
| Evento        | Oro                                                        | Oro       | Argento                               | Argento   | Bronzo                                                      | Bronzo    |
| Evento        | Atleta                                                     | Risultato | Atleta                                | Risultato | Atleta                                                      | Risultato |
| 10m           | Sonja Pfeilschifter                                        | 499,4     | Renata Mauer                          | 498,1     | Kim Jung-Mi                                                 | 497,6     |
| 10m a squadre | Germania Petra Horneber Dunja Beilharz Sonja Pfeilschifter | 1180      | Cina Wang Xian Zhao Yinghui Shan Hong | 1178      | Spagna Marina Pons Cristina Antolin Marta Antolin Fernandez | 1178      |

#### Pistola
| Evento        | Oro                              | Oro       | Argento                                                 | Argento   | Bronzo                                                           | Bronzo    |
| Evento        | Atleta                           | Risultato | Atleta                                                  | Risultato | Atleta                                                           | Risultato |
| 25m           | Cai Yeiqing                      | 687,3     | İradə Aşumova                                           | 683,5     | Marina Logvinenko                                                | 683       |
| 25m a squadre | Cina Cai Yeiqing Tao luna Sun Yi | 1737      | Corea del Sud Boo Soon-Hee Shin Eun-Kyung Seo Joo-Young | 1737      | Mongolia Munkhbayar Dorjsuren Davaajantsar Oyun Otryad Gundegmaa | 1732      |

#### Pistola ad aria
| Evento        | Oro                                                        | Oro       | Argento                          | Argento   | Bronzo                                               | Bronzo    |
| Evento        | Atleta                                                     | Risultato | Atleta                           | Risultato | Atleta                                               | Risultato |
| 10m           | Munkhbayar Dorjsuren                                       | 484,1     | Yoko Inada                       | 484       | Lalita Milshina                                      | 482,4     |
| 10m a squadre | Russia Galina Beliaeva Svetlana Smirnova Marina Logvinenko | 1145      | Cina Cai Yeqing Ren Jie Tao Luna | 1141      | Germania Carmen Meininger Anke Schumann Margit Stein | 1138      |

#### Bersaglio mobile
| Evento        | Oro                            | Oro       | Argento                                                       | Argento   | Bronzo                                                | Bronzo    |
| Evento        | Atleta                         | Risultato | Atleta                                                        | Risultato | Atleta                                                | Risultato |
| 10m           | Natalia Kovalenko              | 376       | Xu Xing                                                       | 375       | Wang Xia                                              | 375       |
| 10m a squadre | Cina Xu Xing Wang Xia Liu Miao | 1119      | Germania Silke Johannes Jacqueline Ramnick Martina Ganslmeier | 1094      | Russia Irina Izmalkova Elena Korableva Irina Makoukha | 1090      |

#### Fossa olimpica
| Evento      | Oro                        | Oro       | Argento                                               | Argento   | Bronzo                                                 | Bronzo    |
| Evento      | Atleta                     | Risultato | Atleta                                                | Risultato | Atleta                                                 | Risultato |
| Individuale | Satu Pusila                | 94        | Susanne Kiermayer                                     | 91        | Guo Hua                                                | 91        |
| A squadre   | Cina Chen Li Guo Hua Gao E | 210       | Stati Uniti Deena Minyard Cindy Gentry Theresa Dewitt | 199       | Germania Sonja Scheibl Silke Huesing Susanne Kiermayer | 198       |

#### Doubletrap
| Evento      | Oro                                              | Oro       | Argento                          | Argento   | Bronzo                                               | Bronzo    |
| Evento      | Atleta                                           | Risultato | Atleta                           | Risultato | Atleta                                               | Risultato |
| Individuale | Deborah Gelisio                                  | 144       | Kim Rhode                        | 141       | Cindy Gentry                                         | 141       |
| A squadre   | Stati Uniti Deena Minyard Cindy Gentry Kim Rhode | 317       | Cina Zhu Mei Gao E Ding Hongping | 311       | Corea del Sud Son Hye-Kyong Lee Eun-Shim Jin Hyun-Ok | 308       |

#### Skeet
| Evento      | Oro                                     | Oro       | Argento                                                       | Argento   | Bronzo                                                 | Bronzo    |
| Evento      | Atleta                                  | Risultato | Atleta                                                        | Risultato | Atleta                                                 | Risultato |
| Individuale | Diána Igaly                             | 96        | Zhang Shan                                                    | 96        | Andrea Straňovská                                      | 95        |
| A squadre   | Cina Liao Haiyan Zhang Shan Chen Zhenru | 213       | Russia Marina Tarasevich Svetlana Demina Yerdgranik Avetisian | 206       | Italia Daniela Bolis Sabrina Nardini Antonella Parrini | 199       |

## Risultati juniores

### Uomini

#### Carabina
| Evento                    | Oro                                                 | Oro       | Argento                                                   | Argento   | Bronzo                                                  | Bronzo    |
| Evento                    | Atleta                                              | Risultato | Atleta                                                    | Risultato | Atleta                                                  | Risultato |
| 50m 3 posizioni           | Anton Katz                                          | 1160      | Mario Knögler                                             | 1157      | Valerian Sauveplane                                     | 1155      |
| 50m 3 posizioni a squadre | Stati Uniti Matthew Emmons Maxim Shub Daniel Jordan | 3439      | Jugoslavia Boris Ljubicic Boris Novicki Marko Simic       | 3428      | Svizzera Mischa Hofer Alex Froehlich Patrick Schumacher | 3404      |
| 50m a terra               | Jonathan Hammond                                    | 596       | Thomas Holmlund                                           | 595       | Matthew Emmons                                          | 593       |
| 50m a terra a squadre     | Ungheria Tamas Siszer Peter Sidi Istvan Kohalmi     | 1763      | Danimarca Flemminge Lilja Troels Soen Olsen Peter Thuesen | 1755      | Stati Uniti Matthew Emmons Maxim Shub Cory Willis       | 1754      |

#### Carabina ad aria
| Evento        | Oro                                                | Oro       | Argento                                               | Argento   | Bronzo                                                         | Bronzo    |
| Evento        | Atleta                                             | Risultato | Atleta                                                | Risultato | Atleta                                                         | Risultato |
| 10m           | Peter Thorsen                                      | 589       | Daniel Castro                                         | 589       | Siarhei Bildziuk                                               | 589       |
| 10m a squadre | Danimarca Peter Thorsen Peter Thuesen Troels Olsen | 1754      | Germania Benjamin Thiele Stefan Herdel Christian Bode | 1752      | Bielorussia Siarhei Bildziuk Mikalai Valoshyn Maxim Khoutornoy | 1749      |

#### Pistola
| Evento        | Oro                                                             | Oro       | Argento                                                  | Argento   | Bronzo                                                     | Bronzo    |
| Evento        | Atleta                                                          | Risultato | Atleta                                                   | Risultato | Atleta                                                     | Risultato |
| 25m           | Pavel Kopp                                                      | 579       | Dmitri Sadejev                                           | 578       | Andrei Katardjnov                                          | 576       |
| 25m a squadre | Russia Anton Gourianov Andrei Katardjnov Viatcheslav Kaliougnyi | 1708      | Italia Francesco Bruno Alessandro Mantero Matteo Cagossi | 1707      | Venezuela Felipe Beuvrin Manuel Guevara Marcos Nunez       | 1706      |
| 50m           | Andrija Zlatić                                                  | 554       | Peter Kanotchkin                                         | 547       | Pavel Kopp                                                 | 547       |
| 50m a squadre | Polonia Pawel Borowicki Wojciech Knapik Sylwester Los           | 1621      | Russia Peter Kanotchkin Andrei Katardjnov Andrei Grechko | 1612      | Italia Francesco Bruno Alessandro Mantero Marco Di Stefano | 1608      |

#### Pistola a fuoco rapido
| Evento        | Oro                                                 | Oro       | Argento                                            | Argento   | Bronzo                                          | Bronzo    |
| Evento        | Atleta                                              | Risultato | Atleta                                             | Risultato | Atleta                                          | Risultato |
| 25m           | Jorge Llames                                        | 577       | Tim Damerau                                        | 577       | Mario Spangenberg                               | 576       |
| 25m a squadre | Germania Tim Damerau Mario Romano Mario Spangenberg | 1720      | Francia Marien Bled Benoit Thebault Lionel Borgeot | 1702      | Spagna Jorge Llames Marcos Manat Miguel Cayeiro | 1689      |

#### Pistola standard
| Evento        | Oro                                                  | Oro       | Argento                                                | Argento   | Bronzo                                          | Bronzo    |
| Evento        | Atleta                                               | Risultato | Atleta                                                 | Risultato | Atleta                                          | Risultato |
| 25m           | Manuel Guevara                                       | 563       | Gregory Fouet                                          | 560       | Rinat Ishbaev                                   | 558       |
| 25m a squadre | Venezuela Manuel Guevara Felipe Beuvrin Marocs Nunez | 1672      | Russia Rinat Ishbaev Andrei Katardjnov Anton Gourianov | 1662      | Francia Gregory Fouet Marien Bled Julien Braida | 1637      |

#### Pistola ad aria
| Evento        | Oro                                                       | Oro       | Argento                                                  | Argento   | Bronzo                                                | Bronzo    |
| Evento        | Atleta                                                    | Risultato | Atleta                                                   | Risultato | Atleta                                                | Risultato |
| 10m           | Teemu Tiainen                                             | 576       | Sven Hartmann                                            | 574       | Srdan Gavrilovic                                      | 574       |
| 10m a squadre | Germania Sven Hartmann Michael Peirick Thomas Wuestemeyer | 1711      | Italia Francesco Bruno Alessandro Mantero Matteo Cagossi | 1703      | Svizzera Roland Brechbuehl Adrian Meier Roland Ulrich | 1701      |

#### Bersaglio mobile
| Evento              | Oro                                                        | Oro       | Argento                                                        | Argento   | Bronzo                                                     | Bronzo    |
| Evento              | Atleta                                                     | Risultato | Atleta                                                         | Risultato | Atleta                                                     | Risultato |
| 10m                 | Wang Dengjie                                               | 579       | Wang Yi                                                        | 574       | Alexander Zinenko                                          | 565       |
| 10m a squadre       | Ucraina Alexander Zinenko Igor Khrystenko Andrei Gilchenko | 1682      | Bielorussia Sergei Jazevitch Evgueni Korets Siarhei Matusevich | 1677      | Russia Kirill Ogarkov Alexei Perepljotov Alexandr Blinov   | 1670      |
| Misto 10m           | Alexandr Blinov                                            | 384       | Wang Yi                                                        | 381       | Emil Andersson                                             | 380       |
| Misto 10m a squadre | Russia Kirill Ogarkov Alexei Perepljotov Alexandr Blinov   | 1124      | Bielorussia Sergei Jazevitch Evgueni Korets Siarhei Matusevich | 1113      | Ucraina Alexander Zinenko Igor Khrystenko Andrei Gilchenko | 1104      |

#### Fossa olimpica
| Evento      | Oro                                             | Oro       | Argento                                            | Argento   | Bronzo                                           | Bronzo    |
| Evento      | Atleta                                          | Risultato | Atleta                                             | Risultato | Atleta                                           | Risultato |
| Individuale | Raul Formoso                                    | 117       | Mariano Guarnieri                                  | 117       | Manuel Murcia                                    | 117       |
| A squadre   | Spagna Jesus Serrano Raul Formoso Manuel Murcia | 348       | Croazia Ivan Rojnic Tomislav Petravic Marco Germin | 340       | Italia Luca Pierozzi Simone Gissi Marco Ferretti | 339       |

#### Doubletrap
| Evento      | Oro                                                     | Oro       | Argento                                                  | Argento   | Bronzo                                                | Bronzo    |
| Evento      | Atleta                                                  | Risultato | Atleta                                                   | Risultato | Atleta                                                | Risultato |
| Individuale | Marco Innocenti                                         | 142       | Roland Gerebics                                          | 141       | Stefano Narducci                                      | 139       |
| A squadre   | Italia Francesco Penna Marco Innocenti Stefano Narducci | 406       | Stati Uniti Benton Enomoto Matthew Busch Jeffrey Holguin | 390       | Australia Craig Henwood Marc Krimmins Nathan Cassells | 383       |

#### Skeet
| Evento      | Oro                                                       | Oro       | Argento                                         | Argento   | Bronzo                                                 | Bronzo    |
| Evento      | Atleta                                                    | Risultato | Atleta                                          | Risultato | Atleta                                                 | Risultato |
| Individuale | Drew Harvey                                               | 121       | Andrzej Glyda                                   | 120       | Michalis Karavolias                                    | 118       |
| A squadre   | Cipro Michalis Karavolias George Ioannou George Achilleos | 347       | Italia Sergio Sciuto Luigi Lodde Paolo Furgione | 339       | Spagna Antonio Muntaner Mario Núñez Juan Josè Aramburu | 336       |

### Donne

#### Carabina
| Evento                    | Oro                                                | Oro       | Argento                                                           | Argento   | Bronzo                                                         | Bronzo    |
| Evento                    | Atleta                                             | Risultato | Atleta                                                            | Risultato | Atleta                                                         | Risultato |
| 50m 3 posizioni           | Karin Schade                                       | 573       | Martina Prekel                                                    | 573       | Tamara Simkova                                                 | 573       |
| 50m 3 posizioni a squadre | Germania Karin Schade Martina Prekel Elke Reus     | 1708      | Stati Uniti Kelly Mansfield Stephanie Thomson April Shea          | 1700      | Rep. Ceca Tamara Simkova Katerina Hrdlickova Zuzana Driemerova | 1697      |
| 50m a terra               | Rebecca Frank                                      | 590       | April Shea                                                        | 589       | Viivi Villa                                                    | 587       |
| 50m a terra a squadre     | Germania Rebecca Frank Martina Prekel Karin Schade | 1756      | Russia Svetlana Zibert Valeria Tchidjova Milaouha Charafoutdinova | 1756      | Stati Uniti Kelly Mansfield Stephanie Thomson April Shea       | 1756      |

#### Carabina ad aria
| Evento        | Oro                                                | Oro       | Argento                                                      | Argento   | Bronzo                                                            | Bronzo    |
| Evento        | Atleta                                             | Risultato | Atleta                                                       | Risultato | Atleta                                                            | Risultato |
| 10m           | Rebecca Frank                                      | 397       | Karin Schade                                                 | 396       | Myriam Duperron                                                   | 392       |
| 10m a squadre | Germania Rebecca Frank Karin Schade Cordula Wilsch | 1184      | Bielorussia Volha Ahlendskaya Hanna Rumiantsava Anna Uvarova | 1164      | Russia Svetlana Zibert Valeria Tchidjova Milaouha Charafoutdinova | 1161      |

#### Pistola
| Evento        | Oro                                                | Oro       | Argento                                                       | Argento   | Bronzo                                                    | Bronzo    |
| Evento        | Atleta                                             | Risultato | Atleta                                                        | Risultato | Atleta                                                    | Risultato |
| 25m           | Vlatka Pervan                                      | 568       | Anne Marie Descamps                                           | 568       | Lauren Santibanez                                         | 567       |
| 25m a squadre | Polonia Barbara Prochnicka Magdalena Lis Anna Gora | 1682      | Bielorussia Helena Gordijko Natalia Yurkavets Viktoria Chaika | 1678      | Francia Anne Marie Descamps Angelique Guarinos Laure Paul | 1665      |

#### Pistola ad aria
| Evento        | Oro                                                    | Oro       | Argento                                                         | Argento   | Bronzo                                                | Bronzo    |
| Evento        | Atleta                                                 | Risultato | Atleta                                                          | Risultato | Atleta                                                | Risultato |
| 10m           | Viktoria Chaika                                        | 382       | Annemarie Forder                                                | 380       | Anne Marie Descamps                                   | 379       |
| 10m a squadre | Ungheria Renata Sike Kornelia Takacs Adrienne Kotroczo | 1127      | Bielorussia Viktoria Chaika Natallia Yurkavets Helena Galaburda | 1118      | Germania Maren Johann Iris Kerschbaum Stefanie Eisele | 1109      |

#### Bersaglio mobile
| Evento        | Oro                                                                 | Oro       | Argento                                                | Argento   | Bronzo                                                          | Bronzo    |
| Evento        | Atleta                                                              | Risultato | Atleta                                                 | Risultato | Atleta                                                          | Risultato |
| 10m           | Audrey Soquet                                                       | 367       | Volha Markava                                          | 364       | Olga Hertel                                                     | 364       |
| 10m a squadre | Bielorussia Volha Markava Natallia Zakalodnaya Svetlana Klishenkova | 1050      | Polonia Olga Hertel Aleksandra Edel Katarzyna Owczarek | 1048      | Russia Anait Gasparyan Joulia Spiridonova Natalia Bountouchkina | 1026      |

## Medagliere
Nazione ospitante
| Posiz. | Nazione       | Oro | Argento | Bronzo | Totale |
| ------ | ------------- | --- | ------- | ------ | ------ |
| 1      | Cina          | 12  | 10      | 4      | 26     |
| 2      | Russia        | 6   | 5       | 7      | 18     |
| 3      | Stati Uniti   | 5   | 6       | 6      | 17     |
| 4      | Germania      | 5   | 6       | 2      | 13     |
| 5      | Finlandia     | 3   | 2       | 2      | 7      |
| 6      | Italia        | 3   | 1       | 3      | 7      |
| 7      | Francia       | 2   | 3       | 2      | 7      |
| 8      | Corea del Sud | 2   | 2       | 3      | 7      |
| 9      | Austria       | 2   | 1       | 0      | 3      |
| 10     | Svezia        | 2   | 0       | 0      | 2      |
| 11     | Norvegia      | 1   | 5       | 0      | 6      |
| 12     | Slovacchia    | 1   | 2       | 2      | 5      |
| 13     | Rep. Ceca     | 1   | 2       | 0      | 3      |
| 14     | Ucraina       | 1   | 0       | 2      | 3      |
| 15     | Mongolia      | 1   | 0       | 1      | 2      |
| 16     | Ungheria      | 1   | 0       | 0      | 1      |
| 16     | Kuwait        | 1   | 0       | 0      | 1      |
| 16     | Kazakistan    | 1   | 0       | 0      | 1      |
| 19     | Bielorussia   | 0   | 1       | 6      | 7      |
| 20     | Giappone      | 0   | 1       | 1      | 2      |
| 21     | Azerbaigian   | 0   | 1       | 0      | 1      |
| 21     | Polonia       | 0   | 1       | 0      | 1      |
| 21     | Svizzera      | 0   | 1       | 0      | 1      |
| 24     | Austria       | 0   | 0       | 2      | 2      |
| 24     | Bulgaria      | 0   | 0       | 2      | 2      |
| 26     | Slovenia      | 0   | 0       | 1      | 1      |
| 26     | Spagna        | 0   | 0       | 1      | 1      |
| 26     | Portogallo    | 0   | 0       | 1      | 1      |
| 26     | Gran Bretagna | 0   | 0       | 1      | 1      |
| 26     | Romania       | 0   | 0       | 1      | 1      |

## Medagliere juniores
Nazione ospitante
| Posiz. | Nazione       | Oro | Argento | Bronzo | Totale |
| ------ | ------------- | --- | ------- | ------ | ------ |
| 1      | Germania      | 8   | 5       | 2      | 15     |
| 2      | Russia        | 3   | 4       | 5      | 12     |
| 3      | Spagna        | 3   | 1       | 4      | 8      |
| 4      | Bielorussia   | 2   | 6       | 2      | 10     |
| 5      | Italia        | 2   | 3       | 3      | 8      |
| 6      | Polonia       | 2   | 2       | 1      | 5      |
| 7      | Danimarca     | 2   | 1       | 0      | 3      |
| 7      | Ungheria      | 2   | 1       | 0      | 3      |
| 9      | Venezuela     | 2   | 0       | 1      | 3      |
| 10     | Gran Bretagna | 2   | 0       | 0      | 2      |
| 11     | Francia       | 1   | 3       | 5      | 9      |
| 12     | Stati Uniti   | 1   | 3       | 3      | 7      |
| 13     | Cina          | 1   | 2       | 0      | 3      |
| 14     | Jugoslavia    | 1   | 1       | 1      | 3      |
| 15     | Croazia       | 1   | 1       | 0      | 2      |
| 16     | Ucraina       | 1   | 0       | 2      | 3      |
| 17     | Slovacchia    | 1   | 0       | 1      | 2      |
| 17     | Finlandia     | 1   | 0       | 1      | 2      |
| 17     | Cipro         | 1   | 0       | 1      | 2      |
| 20     | Israele       | 1   | 0       | 0      | 1      |
| 21     | Svezia        | 0   | 1       | 1      | 2      |
| 21     | Australia     | 0   | 1       | 1      | 2      |
| 23     | Austria       | 0   | 1       | 0      | 1      |
| 23     | Estonia       | 0   | 1       | 0      | 1      |
| 23     | Argentina     | 0   | 1       | 0      | 1      |
| 26     | Rep. Ceca     | 0   | 0       | 2      | 2      |
| 26     | Svizzera      | 0   | 0       | 2      | 2      |